# Urophora flexuosa
Urophora flexuosa är en tvåvingeart som först beskrevs av Jacques-Marie-Frangile Bigot 1857.  Urophora flexuosa ingår i släktet Urophora och familjen borrflugor. Inga underarter finns listade i Catalogue of Life.